# Plai, Putila
Plai (în ucraineană Плай) este un sat în raionul Putila din regiunea Cernăuți (Ucraina), depinzând administrativ de comuna Iablonița. Are 232 locuitori, în totalitate ucraineni (huțuli).
Satul este situat la o altitudine de 920 metri, pe malul râului Ceremușul Alb, în partea de est a raionului Putila.

## Istorie
Localitatea Plai a făcut parte încă de la înființare din regiunea istorică Bucovina a Principatului Moldovei. În ianuarie 1775, ca urmare a atitudinii de neutralitate pe care a avut-o în timpul conflictului militar dintre Turcia și Rusia (1768-1774), Imperiul Habsburgic (Austria de astăzi) a primit o parte din teritoriul Moldovei, teritoriu cunoscut sub denumirea de Bucovina. După anexarea Bucovinei de către Imperiul Habsburgic în anul 1775, localitatea Plai a făcut parte din Ducatul Bucovinei, guvernat de către austrieci. 
După Unirea Bucovinei cu România la 28 noiembrie 1918, satul Plai a făcut parte din componența României, în Plasa Putilei a județului Rădăuți. Pe atunci, majoritatea populației era formată din ucraineni. 
Ca urmare a Pactului Ribbentrop-Molotov (1939), Bucovina de Nord a fost anexată de către URSS la 28 iunie 1940, reintrând în componența României în perioada 1941-1944. Apoi, Bucovina de Nord a fost reocupată de către URSS în anul 1944 și integrată în componența RSS Ucrainene. 
Începând din anul 1991, satul Plai face parte din raionul Putila al regiunii Cernăuți din cadrul Ucrainei independente. Conform recensământului din 1989, toți locuitorii satului s-au declarat de etnie ucraineană . În prezent, satul are 232 locuitori, în totalitate ucraineni.

## Demografie
Componența lingvistică a localității Plai
     Ucraineană (99,57%)
     Alte limbi (0,43%)
Conform recensământului din 2001, majoritatea populației localității Plai era vorbitoare de ucraineană (99,57%), existând în minoritate și vorbitori de alte limbi.
1989: 239 (recensământ) 
2007: 232 (estimare)